# الهربة (فلم)
الهربة (بالفرنسية: La fuite) هو فيلم كوميديا درامية تونسي يروي قصة متطرف ديني يهرب من قوات الأمن ويبحث عن مأوى في منزل عاهرة تساعده في التعامل مع الموقف رغم تضارب عقليتهما. الفيلم بطولة نادية بوستة وغازي الزغباني.

## الممثلون

### شخصيات رئيسية
- غازي زغباني في دور عبد الرحيم (السلفي).
- نادية بوستة في دور نرجس (العاهرة).

### شخصيات ثانوية
- محمد جريا في دور الحريف.
- رانيا قابسي في دور العاهرة.
- لسعد بوصبيعة في دور "عدولة".[2]

## القصة
يعيش "عبد الرحيم" في منزل عائلته مع زوجته وأولاده، ويتم إخباره بأن قوات الأمن تتبعه وتريد القبض عليه. يحاول "عبد الرحيم" الهرب إلى الجبال ولكنه يجد نفسه مضطرًا للاختباء في منزل عاهرة تدعى "نرجس". تتوالى الأحداث في المنزل بين "عبد الرحيم" و"نرجس"، حيث تنشأ بينهما علاقة غريبة ومتضاربة بين معتقداتهما المختلفة. يحاول "عبد الرحيم" تحويل "نرجس" إلى الطريق الصحيح وإقناعها بالتوبة، في حين تحاول "نرجس" مساعدته على التخلص من الشرطة وتغيير نظرته إلى الحياة.

## أنظر أيضا
- نحبك هادي
- منصة أرتفاي
- عصفور السطح

## روابط خارجية
- مقالات تستعمل روابط فنية بلا صلة مع ويكي بيانات